# Historia Żydów w Zambrowie
Historia Żydów w Zambrowie – pierwsze wzmianki o ludności żydowskiej mieszkającej w Zambrowie pochodzą z XVII wieku, jednak aż do schyłku XVIII wieku było ich niewielu (w końcu tego stulecia było ich 32, co stanowiło 5,8% mieszkańców miasta). Żydzi do Zambrowa przybywali przede wszystkim z pobliskiej Jabłonki, gdzie przez pewien czas grzebano również zmarłych z Zambrowa. Początkowo zambrowscy Żydzi nie byli zorganizowani w osobną gminę, znajdowali się pod jurysdykcją gminy żydowskiej w Tykocinie. Gminę utworzono w 1830 roku, ale kilka lat wcześniej zaczął funkcjonować kirkut. W 1895 roku wybudowano w Zambrowie okazałą synagogę.
Gwałtowny napływ ludności żydowskiej do Zambrowa nastąpił w początkach wieku XIX (ich liczba zwiększyła się około dziesięciokrotnie). W latach następnych liczba starozakonnych w mieście nadal wzrastała, z czasem przerastając liczbę ludności polskiej (1859 – 65,2%; 1897 – 64,8%; 1909 – 58,7%). Napływ ludności polskiej, rozwój silnego garnizonu wojskowego spowodował, iż z biegiem czasu stosunek ilościowy ludności polskiej do żydowskiej zaczął się zmieniać, choć aż do wybuchu II wojny światowej Żydzi stanowili niemal połowę mieszkańców (w połowie lat trzydziestych na 7620 mieszkańców Zambrowa 3330 było narodowości żydowskiej). Na zmniejszanie liczby Żydów w Zambrowie miała także wpływ emigracja do Palestyny, trwająca już od początku wieku XX w. W latach 20. z Zambrowa wyjechał m.in. Szlomo Goren – w latach 1973–1983 naczelny aszkenazyjski rabin Izraela.

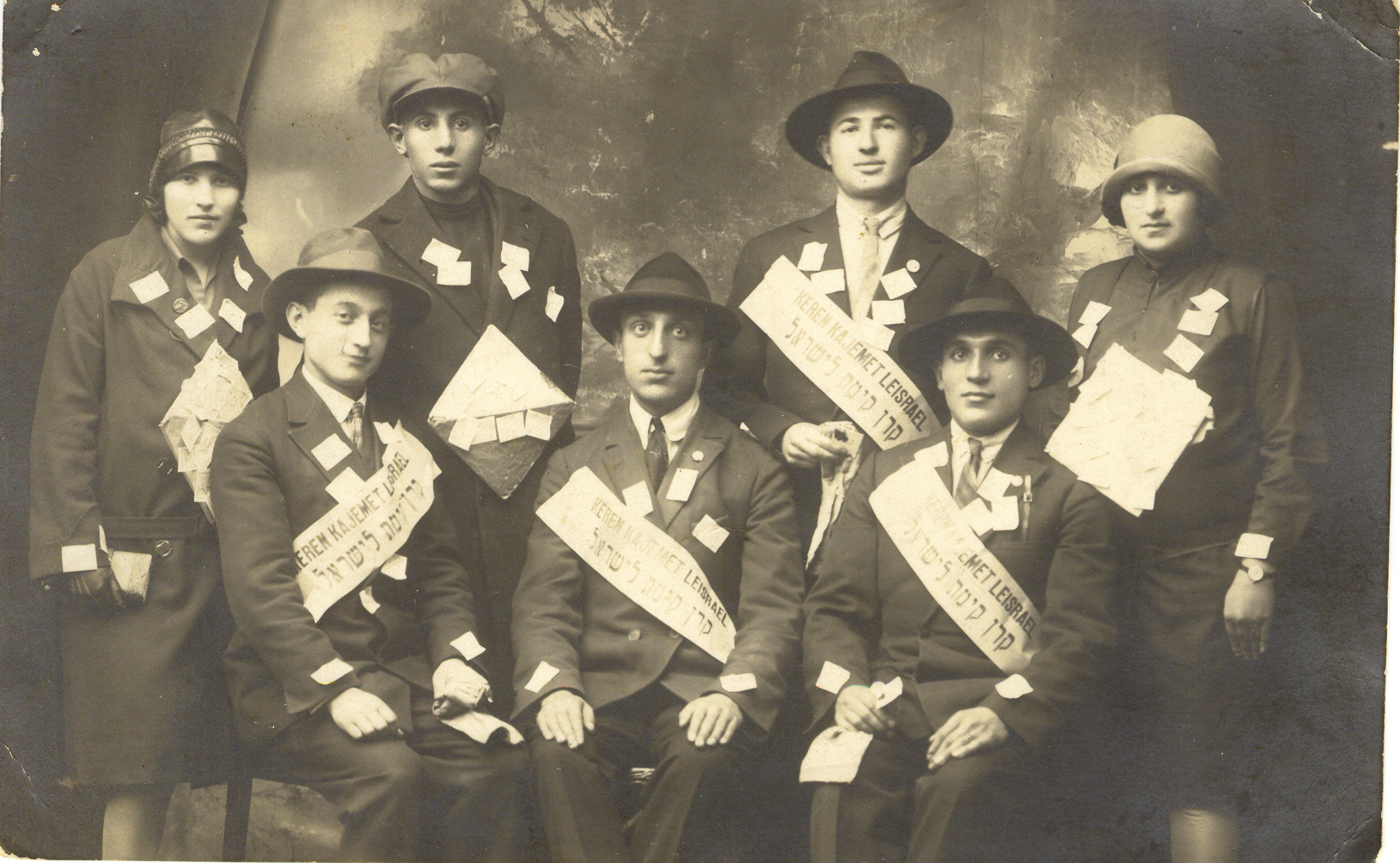
Zambrowscy Żydzi, 1937 rok

Żydzi zambrowscy zajmowali się głównie handlem i rzemiosłem. Ich przewaga powodowała liczne konflikty z ludnością chrześcijańską. Ich apogeum miało miejsce w latach 30. XX wieku, gdy w wyniku agitacji – silnego na terenie ziemi łomżyńskiej obozu endeckiego – dochodziło do konfliktów i prób blokowania żydowskich sklepów.
Konflikty jednak nie zahamowały prężnego rozwoju żydowskiej części miasta. W dwudziestoleciu międzywojennym w Zambrowie działało wiele żydowskich organizacji społecznych (np. żydowski skauting), partii politycznych (m.in. Bund, Poalej Syjon), edukacyjnych (szkoła, przedszkole) kulturalnych i sportowych (funkcjonowało kilka klubów sportowych). Istniały domy modlitwy, synagogi, kino, szpital. Ludność żydowska aktywnie brała udział w życiu miasta, uczestniczyła w obchodach rocznic patriotycznych (zwyczajem było odprawianie nabożeństw świątecznych nie tylko w kościele katolickim, ale również w synagodze), a zambrowski rabin udzielał posługi w garnizonie.
Choć Zambrów w wyniku paktu Ribbentrop-Mołotow znalazł się w sowieckiej strefie wpływów, jednak miasto we wrześniu 1939 roku na kilkanaście dni zostało zajęte przez oddziały niemieckie. Już wtedy dokonano pierwszych mordów, których ofiarą padli nie tylko jeńcy i cywile polscy, ale również około 50 Żydów. W czasie okupacji sowieckiej do Zambrowa przybywali Żydzi uciekający z Generalnego Gubernatorstwa do ZSRR.

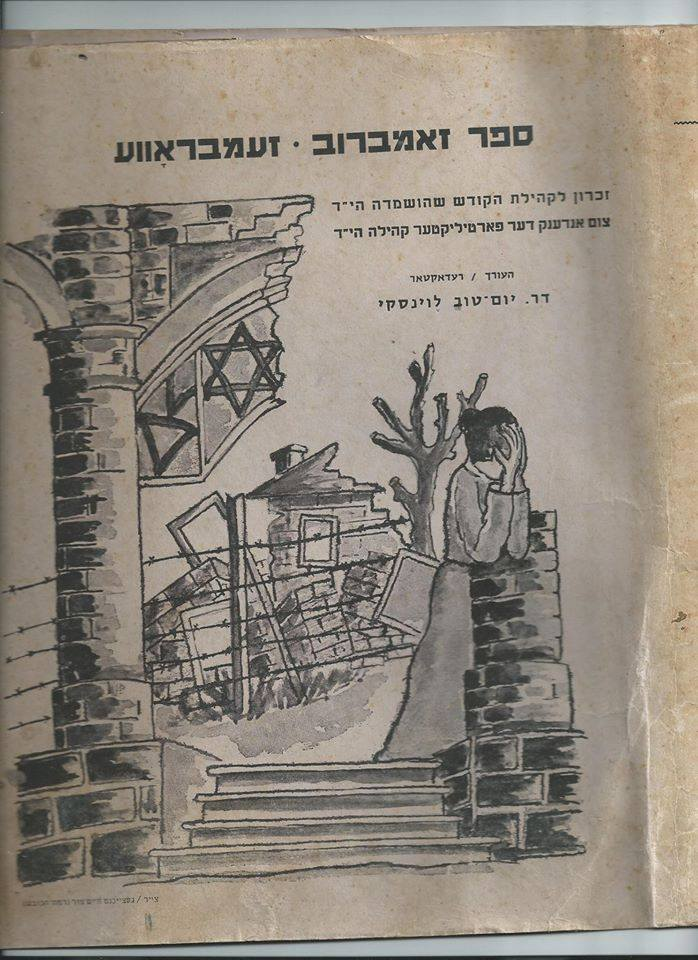
Księga Pamięci Gminy Żydowskiej w Zambrowie, wydana w 1963 r. przez Zambrowską Organizację Imigrantów w Izraelu. Wydawca: Yom Tov Lewinsky.

Niemcy ponownie zajęli miasto w czerwcu 1941 roku. Już w pierwszych dniach zabito około 90 osób. W sierpniu i wrześniu w dwóch akcjach eksterminacyjnych (w lasach w okolicach wsi Szumowo i Kołaki Kościelne) zgładzono ponad 2 tys. żydowskich obywateli miasta. Pozostali Żydzi zostali zgromadzeni w utworzonym w centrum miasta getcie. W zambrowskich koszarach zorganizowano obóz przejściowy dla Żydów z okolicznych miejscowości. Zimą 1942-1943 getto i obóz zostały zlikwidowane. Żydzi zostali zgładzeni w komorach Auschwitz.
Po Żydach zambrowskich nie pozostał niemal żaden ślad. Część miasta, zamieszkana dawniej przez starozakonnych, została zniszczona w czasie wojny, a po niej gruntownie przebudowana. Znikła m.in. ulica Bożnicza, przy której znajdowała się synagoga. Zostało kilkanaście kamienic z przełomu XIX i XX wieku oraz kirkut.